# وانگ شوئر
وانگ شوئر (انگلیسی: Wang Xue'er؛ زادهٔ ۱۵ ژانویهٔ ۱۹۹۸) ورزشکار ورزش شنا اهل چین است.
وی در مسابقات کشوری و بین‌المللی در مجموع برندهٔ ۱ مدال طلا، ۱ مدال نقره، ۲ مدال برنز شده است.